# Live Magic
Live Magic е концертен албум на британската рок група Куийн. Той е записан на различни места през 1986 година по време на европейското турне Magic Tour и е издаден на 1 декември 1986 година. Въпреки това, той не е издаден в САЩ до август 1996 г. Албумът получава силни критики от феновете, поради голямото редактиране на много от песните. В оперния раздел на „Bohemian Rhapsody“ вторият стих е премахнат, а „We Are the Champions“ е намалена до втория куплет. Феновете на Куийн смятат албума Live at Wembley '86, като много по-добър музикален опит. През юли 2004 г., списание Q, поставя Live Magic сред петте най-разочароващи албума записани на живо.

## Списък с песните

### Страна едно
1. One Vision (Куийн) – 5:09
2. Tie Your Mother Down (Мей) – 2:59
3. Seven Seas of Rhye (Меркюри) – 1:21
4. A Kind of Magic (Тейлър) – 4:47 (CD версия – 5:29)
5. Under Pressure(Куийн/Бауи) – 3:49
6. Another One Bites the Dust (Дийкън) – 5:16 (CD версия – 5:50)

### Страна две
1. I Want to Break Free (Дийкън) – 2:40
2. Is This the World We Created...? (Меркюри/Мей) – 1:30
3. Bohemian Rhapsody (Меркюри) – 4:42
4. Hammer to Fall (Мей) – 4:27 (CD версия – 5:20)
5. Radio Ga Ga (Taylor) – 4:27
6. We Will Rock You (Мей) – 1:33
7. Friends Will Be Friends (Меркюри/Дийкън) – 1:09
8. We Are the Champions (Меркюри) – 2:01
9. God Save the Queen (Мей) – 1:19

## Състав
- Фреди Меркюри: водещи и беквокали, пиано
- Брайън Мей: китари, клавиши
- Роджър Тейлър: барабани
- Джон Дийкън: бас